# 澳洲放射性膠囊遺失事件
2023年1月10至16日，一個含有放射性物質「銫137」的膠囊從西澳大利亞的一輛卡車上掉落。膠囊原定從從紐曼附近的力拓集團古達-達里鐵礦運往位於珀斯馬拉加郊區的一個倉庫。
消防和緊急服務部於1月27日向公開宣佈膠囊失蹤。及後於2月1日在紐曼附近的路邊被發現。

## 胶囊
膠囊闊6mm×長8mm（0.24英吋 × 0.31英吋），膠囊內含一個銫137 陶瓷源 ，可發出 19 兆貝克勒爾。 

## 時間線
2023年1月10 日，膠囊被重新包裝，以便送往珀斯進行維修工作。 
1月11日至14日，膠囊離開力拓集團的古達-達里鐵礦，並開始前往珀斯。
裝有膠囊的包裹於1月16日抵達珀斯，並被卸下並存放在安全倉庫中。1月25日打開包裝進行檢查，發現四個安裝螺栓中的一個和儀表上的所有螺釘均失跡，膠囊同樣不見跡影。
當局推測，由於旅途中的振動，螺栓鬆動，導致膠囊從螺栓孔中掉落。 
1月25日晚上，消防和緊急服務部(DFES) 接到西澳大利亞警察部隊關於失蹤膠囊的通知。 
西澳大利亞州首席衛生官安德魯·羅伯遜 ( Andrew Robertson ) 召開緊急新聞發佈會，消防和緊急服務部亦於1月27日發佈「緊急公共衛生警告」。  
公眾如果發現膠囊，要保持五米的安全距離，並要求最近曾使用大北方公路的司機檢查車輛輪胎，以防膠囊卡在輪胎。 
在公布膠囊失蹤後合部門進行大規模搜查，涉及100多名人員。 
協助搜索的機構包括澳大利亞輻射防護和核安全局、西澳警方、消防和緊急服務部和澳大利亞核科學技術組織。 
膠囊於2月1日在紐曼以南74公里（46英里）處，被檢測設備偵測到膠囊發出的輻射而被發現。  

## 反應
澳洲總理安東尼·阿爾巴尼斯批評西澳大利亞丟失放射性物質的罰款過低。
根據《輻射安全條例法》，未能安全儲存、包裝和運輸放射性材料的最高罰款為 1,000 美元。
西澳大利亞州政府已表示將審查對放射性物質處理不當的處罰，但任何變更均不具有追溯力。  
力拓集團已提出支付本次事件的搜索費用。 

## 也可以看看
- 戈亞尼亞事故